# 森村國夫
森村 國夫（もりむら くにお、1919年2月16日- 2010年11月15日 ）は、日本の経営者。エバラ食品工業の創業者。

## 来歴・人物
群馬県出身。1931年に町田報徳学舎を卒業し、キンケイ食品工業での勤務を経て、1958年にエバラ食品工業を設立し、社長に就任。1995年6月に会長に就任。
2010年11月15日、誤嚥性肺炎のために死去。87歳没。